# Lars Sinclair
Lars Sinclair, omnämnd i handlingar från perioden 1495–1513, var en dansk-norsk ämbetsman av skotskt ursprung, som var Uddevalla stads förste kände borgmästare. Hans namn är i modern tid knutet till en gymnasieskola med tillhörande fastighet i Uddevalla.
Exakt årtal för Uddevallas grundande är inte känt. Årtalet 1498 finns på ett dokument utställt av kung Hans, där stadsrättigheterna bekräftas. Lars Sinclairs namn förekommer i det äldsta dokument där stadens namn - med formen  Oddewall - är nämnt, från 1496. Det förekommer vidare i handlingar från 1508 och 1513, där han fortfarande nämns som stadens borgmästare.
Utöver detta är föga känt om hans liv. Hans ättlingar verkar ha varit etablerade i staden utan att på något sätt vara bemärkta. Sista gången en person med namnet Sinclair från Uddevalla är nämnd, är från början av 1700-talet, då en person med detta namn gav en gåva till utsmyckning av Uddevalla kyrka.
"Akademi Sinclair" är en enhet inom Uddevalla kommunala gymnasieskola.